# Mercedes Sabi Martínez
Mercedes Sabi Martínez (Masquefa, 1885 - Barcelona, 1963) fou una empresària catalana. Era la petita de tres germanes. La família es va traslladar a Barcelona, i en aquesta ciutat, la jove Mercedes es va casar amb Josep Basi.
A conseqüència de la Guerra Civil, es va quedar viuda amb dos fills petits. Llavors, va decidir muntar un modest taller de confecció al jardí de casa seva, al carrer Sant Salvador, en el barri de Gràcia, amb les poques màquines que va poder salvar de la fàbrica del seu marit, destruïda pocs anys abans en un bombardeig.
El primer crèdit li va concedir la Banca Rosés. Eren temps en què les dones tenien poques oportunitats laborals i havien de lluitar molt per aconseguir-ne.
Fabricava mitjons i samarretes d'alta qualitat, que comercialitzava als millors establiments del nostre país, amb la raó social de Mercedes Sabi, Creaciones en géneros de punto. Van ser anys de molt esforç per les dificultats a obtenir primeres matèries, pels talls d'energia elèctrica i per altres inconvenients de l'època de la postguerra, però va aconseguir arrencar el negoci i assentar uns fonaments molt sòlids, que permetrien que l'empresa ben aviat es consolidés.
Més endavant, els seus fills es van incorporar al negoci familiar. En Josep, després de tornar de la lleva del biberó, es va formar en l'àrea comercial. L'Armand ho faria en enginyeria tèxtil; va dissenyar i llimar peça a peça una màquina de tricotar, i la seva aportació de noves idees en dissenys i colorit en la confecció de peces de roba amb un alt nivell de qualitat, va permetre un notable creixement de l'empresa.
El 1962 l'empresa va aconseguir la llicència de la marca Lacoste per fabricar i distribuir a Espanya i el 1986 va llançar la marca de moda de disseny Armand Basi.
Actualment l'empresa té la seu a Badalona, compta amb més de 500 persones treballant-hi i comercialitza els seus productes a botigues pròpies, franquícies, botigues multimarca i grans magatzems a Espanya i l'estranger.
Tres membres de la tercera generació, Núria, Isabel i Josep, es troben plenament integrats en la gestió de l'empresa, que va crear una mestressa de casa i artesana a partir de la pròpia capacitat emprenedora buscant sempre l'excel·lència.
Mercedes Sabi va morir a Barcelona el 5 de setembre de 1963.